# Havsvampe
Havsvampe (Porifera) er en række af primitive flercellede hav- og ferskvandsdyr. De kaldes også dyriske svampe, spongier eller blot svampe.
Havsvampe er fyldt med porrer og kanaler så der kan strømme vand gennem dem. De har intet nervesystem, fordøjelsessystem eller blodkredsløb. I stedet er de afhængige af konstant vandstrømning gennem deres kroppe for at få føde og ilt, samt fjerne affaldsstoffer.
Havsvampe kan have klump- eller krukkeform og mange lever i kolonier, som er forgrenede eller danner uregelmæssige overtræk på klipper og sten. De fleste indeholder et skelet af kalknåle, kiselnåle eller et hornagtigt protein (spongin). De sidstnævnte bruges i tørret tilstand som badesvampe.
Dyrernes ernæring består af organisk stof, der frafiltreres vandet. Filtrationen foregår ved at vandet ledes gennem fine kanaler, som findes overalt i havsvampenes legeme, til særlige filtrationskamre.
Havsvampe forefindes langs næsten alle danske kyster som et hvidt dyr, der oftest bliver skyllet på land sammen med tang, når det er dødt.

## Klassifikation
Række: Porifera
- Underrække: Cellularia
  - Klasse: Demospongiae
  - Klasse: Calcarea
- Underrække: Symplasma
  - Klasse: Hexactinellida

## Galleri
- Callyspongia vaginalis, i havet ud for Haiti
- Haliclona - formodentlig det blåhullede nederst?